# 綾小路俊景
綾小路 俊景（あやのこうじ としかげ、寛永9年〈1632年〉1月2日 - 元禄元年〈1688年〉6月17日）は、江戸時代前期の公卿。初名は綾小路俊良。

## 官歴
- 寛永12年（1635年）：従五位下
- 寛永17年（1640年）：従五位上
- 正保2年（1645年）：正五位下
- 正保3年（1646年）：右少将
- 正保5年（1648年）：従四位下
- 慶安5年（1652年）：従四位上
- 明暦元年（1655年）：正四位下
- 万治2年（1659年）：従三位
- 寛文5年（1665年）：正三位
- 寛文8年（1668年）：参議、東照宮奉幣使
- 寛文12年（1672年）：従二位、権中納言
- 天和2年（1682年）：正二位

## 系譜
- 父：綾小路高有
- 母：冷泉為満の娘
- 子：綾小路有胤